# 毛葶长足兰
毛葶长足兰（学名：Pteroceras asperatus）为兰科长足兰属下的一个种。